# همسایه جاسوس
همسایه جاسوس (به انگلیسی: The Spy Next Door) فیلمی است محصول سال ۲۰۱۰ و به کارگردانی برایان لوانت است. در این فیلم بازیگرانی همچون جکی چان، آمبر والتا، بیلی ری سایرس، جرج لوپز، ماگنوس اسچوینگ، مادلین کارول، ویل شادلی، آلینا فولی، لوکاس تیل، کاترین بوچر، جف چاس ایفای نقش کرده‌اند.